# Sân bay quốc tế Târgu Mureş
Sân bay quốc tế Târgu Mureş (IATA: TGM, ICAO: LRTM) là một sân bay gần Ungheni, hạt Mureş, ở miền trung România. Sân bay này được khai trương năm 1961, phục vụ thành phố Târgu Mureş (dân số 150.000) cũng như Mureş và Harghita. Tháng 10 năm 2005, một nhà ga mới được khai trương cho phép đón máy bay 24/24 h.

## Các hãng hàng không và các tuyến điểm

### Các hãng theo lịch trình
- Carpatair (Budapest) chia chỗ với Malév
- British Airways (London-Heathrow via Budapest) chia chỗ với Malév
- Wizz Air (Budapest, London-Luton)
- TAROM (Bucharest-Henri Coandă, Sibiu)

### Các hãng thuê bao
- Cimber Air (Billund, Copenhagen), theo mùa
- Aegean Airlines (Heraklion), theo mùa
- Blue Air (Antalya), theo mùa